# Pileo

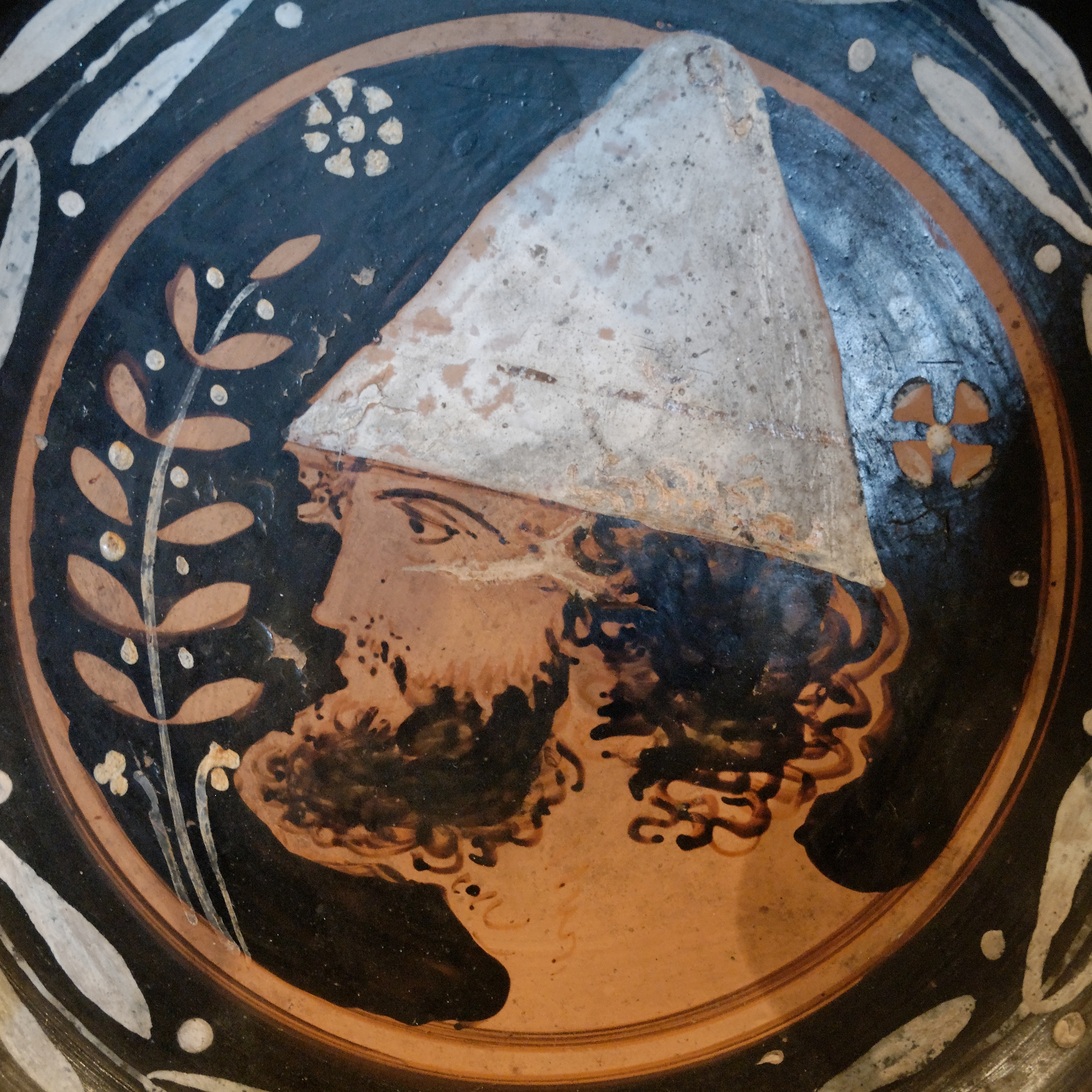
Fondo di un vaso apulo con uomo pileato, 350-325 a.C.

Il pileo (in latino pileus o pilleus; in greco πῖλος) è un copricapo usato nell'antichità in Illiria, Etruria, Grecia antica, Pannonia ed Epiro. 

## Forma
Per lo più è allungato a cono, altre volte è ovale di foggia o a semplice calotta, spesso ha un risvolto o una piccola falda, di solito rialzata. Talvolta ha sulla cima un anello destinato ad appenderlo e in basso un nastro per legarlo sotto il mento. Il bordo è spesso rialzato. La punta del cono è tondeggiante. In genere la fattura era di feltro, ma poteva essere anche di cuoio.
Quando è a forma di cono molto allungato, con o senza le appendici che scendono sul collo e sulle guance, si ha il berretto frigio, o tiara.

## Uso

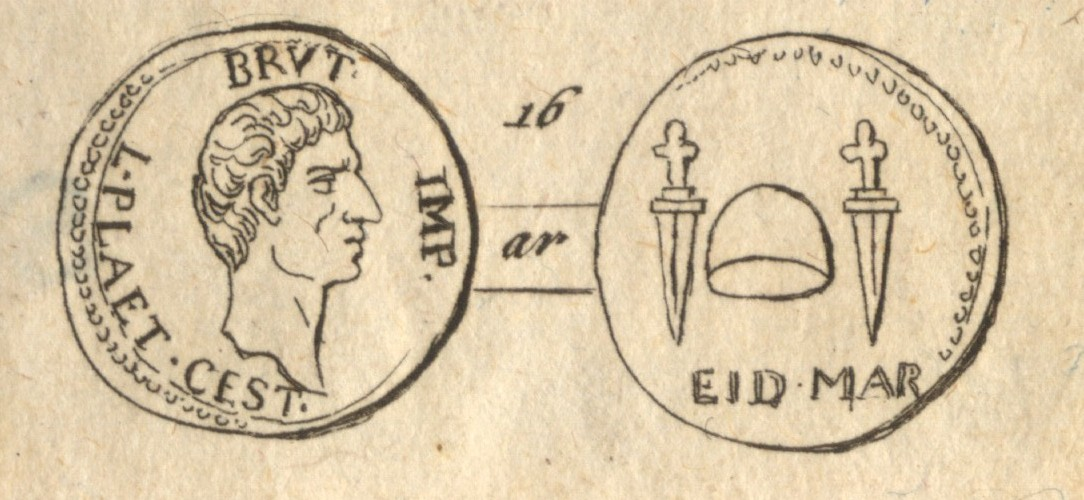
43-42 a.C. - Bruto - Denario
Diritto BRVT IMP L PLAET CEST, testa di Bruto dx.;
Rovescio:- EID MAR, pileo tra due pugnali.
da Joseph Eckhel

Era considerato uno dei simboli della libertà.
I Dioscuri erano in genere rappresentati con una stella sopra la testa e con il pileo.
Veniva indossato dai ceti meno abbienti, in particolare da marinai, pescatori e lavoratori manuali in generale.
Dal pileo deriva lo zucchetto dagli ecclesiastici, in quanto pescatori di anime. Pileati erano chiamati i nobili daci, il cui copricapo era appunto il pileo, rappresentati in numerose scene della Colonna Traiana.